# 원승
원승(圓勝, ? ~ ?)은 신라 시기에 활동한 승려이다. 643년 율부(律部)를 전파하였다. 삼국유사에 등장한다.

## 저서
저서는 다음을 포함한다.
- 사분율목차기
- 사분율갈마기
- 범망경기